# Olivier Moncelet
Olivier Moncelet est un rameur français né le 5 décembre 1970 à Nantes (Loire-Atlantique).

## Biographie
Olivier Moncelet a remporté la médaille d'argent au quatre sans barreur aux Jeux olympiques d'été de 1996 à Atlanta avec Bertrand Vecten, Daniel Fauche et Gilles Bosquet.